# SN 2001id
SN 2001id – supernowa typu II odkryta 7 grudnia 2001 roku w galaktyce UGC 12424. W momencie odkrycia miała maksymalną jasność 18,80m.